# Передавальна функція штучного нейрона
Функція активації, передавальна функція або функція збудження (англ. activation function, також excitation function, squashing function, transfer function) штучного нейрона — залежність вихідного сигналу штучного нейрона від вхідного.
Зазвичай передавальна функція {\displaystyle \phi {(x)}} відображає дійсні числа на інтервал {\displaystyle {(-1,1)}} або {\displaystyle {(0,1)}}.
Більшість видів нейронних мереж для функції активації використовують сигмоїди. ADALINE і самоорганізаційні карти використовують лінійні функції активації, а радіально базисні мережі використовують радіальні базисні функції.
Математично доведено, що тришаровий перцептрон з використанням сигмоїдної функції активації може апроксимувати будь-яку неперервну функцію з довільною точністю (Теорема Цибенка).
Метод зворотного поширення помилки вимагає, щоб функція активації була неперервною, нелінійною, монотонно зростаючою, і диференційовною.
В задачі багатокласової класифікації нейрони останнього шару зазвичай використовують softmax як функцію активації.
У хемометриці — функція, яка використовується в методі нейронної сітки для перетворення у вузлах вхідних даних з будь-якої області значень (зокрема неперервних) у чітко окреслений ряд значень (напр., в 0 чи 1).

## Порівняння передавальних функцій
Деякі бажані властивості передавальної функції включають:
- Нелінійна — коли передавальна функція нелінійна, то, як доведено, двошарова нейронна мережа є універсальною апроксимацією функцій.[8] Тотожна передавальна функція не має такої властивості. Коли декілька шарів використовують тотожну передавальну функцію, тоді вся мережа еквівалентна одношаровій моделі.
- Неперервна диференційовність — ця властивість бажана (RELU не є неперервно диференційовною і має неоднозначне рішення для оптимізації заснованій на градієнті) для використання методів оптимізації заснованих на градієнті. Передавальна функція двійковий крок не диференційовна у 0, але диференційовна в усіх інших значення, що є проблемою для методів заснованих на градієнті.[9]
- Область визначення.
- Монотонність.
- Гладка функція з монотонною похідною.
- Наближення до тотожної функції {\displaystyle f(x)=x} в початку координат.

У наступній таблиці порівнюються деякі передавальні функції від однієї змінної x з попереднього шару:
| Назва                                              | Графік | Рівняння | Похідна (по x) | Область                                                                                 | Порядок гладкості                                                                                  | Монотонність | Монотонність похідної | Наближення до Тотожної функції в початку координат |
| -------------------------------------------------- | ------ | --- | --- | --------------------------------------------------------------------------------------- | -------------------------------------------------------------------------------------------------- | ------------ | --------------------- | -------------------------------------------------- |
| Тотожна                                            |        | {\displaystyle f(x)=x} | {\displaystyle f'(x)=1} | {\displaystyle (-\infty ,\infty )}                                                      | {\displaystyle C^{\infty }}                                                                        | Так          | Так                   | Так                                                |
| Двійковий крок                                     |        | {\displaystyle f(x)={\begin{cases}0&{\text{for }}x<0\\1&{\text{for }}x\geqslant 0\end{cases}}} | {\displaystyle f'(x)={\begin{cases}0&{\text{for }}x\neq 0\\?&{\text{for }}x=0\end{cases}}}                                                                                       | {\displaystyle \{0,1\}}                                                                 | {\displaystyle C^{-1}}                                                                             | Так          | Ні                    | Ні                                                 |
| Логістична (a.k.a. Сігмоїда або М'який крок)       |        | {\displaystyle f(x)=\sigma (x)={\frac {1}{1+e^{-x}}}} | {\displaystyle f'(x)=f(x)(1-f(x))} | {\displaystyle (0,1)}                                                                   | {\displaystyle C^{\infty }}                                                                        | Так          | Ні                    | Ні                                                 |
| TanH                                               |        | {\displaystyle f(x)=\tanh(x)={\frac {(e^{x}-e^{-x})}{(e^{x}+e^{-x})}}} | {\displaystyle f'(x)=1-f(x)^{2}} | {\displaystyle (-1,1)}                                                                  | {\displaystyle C^{\infty }}                                                                        | Так          | Ні                    | Так                                                |
| ArcTan                                             |        | {\displaystyle f(x)=\tan ^{-1}(x)} | {\displaystyle f'(x)={\frac {1}{x^{2}+1}}} | {\displaystyle \left(-{\frac {\pi }{2}},{\frac {\pi }{2}}\right)}                       | {\displaystyle C^{\infty }}                                                                        | Так          | Ні                    | Так                                                |
| Softsign                                           |        | {\displaystyle f(x)={\frac {x}{1+\|x\|}}} | {\displaystyle f'(x)={\frac {1}{(1+\|x\|)^{2}}}} | {\displaystyle (-1,1)}                                                                  | {\displaystyle C^{1}}                                                                              | Так          | Ні                    | Так                                                |
| Inverse square root unit (ISRU)                    |        | {\displaystyle f(x)={\frac {x}{\sqrt {1+\alpha x^{2}}}}} | {\displaystyle f'(x)=\left({\frac {1}{\sqrt {1+\alpha x^{2}}}}\right)^{3}} | {\displaystyle \left(-{\frac {1}{\sqrt {\alpha }}},{\frac {1}{\sqrt {\alpha }}}\right)} | {\displaystyle C^{\infty }}                                                                        | Так          | Ні                    | Так                                                |
| Випрямлена лінійна (Rectified linear unit, ReLU)   |        | {\displaystyle f(x)={\begin{cases}0&{\text{for }}x<0\\x&{\text{for }}x\geqslant 0\end{cases}}} | {\displaystyle f'(x)={\begin{cases}0&{\text{for }}x<0\\1&{\text{for }}x\geqslant 0\end{cases}}}                                                                                  | {\displaystyle [0,\infty )}                                                             | {\displaystyle C^{0}}                                                                              | Так          | Так                   | Ні                                                 |
| Leaky rectified linear unit (Leaky ReLU)           |        | {\displaystyle f(x)={\begin{cases}0.01x&{\text{for }}x<0\\x&{\text{for }}x\geqslant 0\end{cases}}} | {\displaystyle f'(x)={\begin{cases}0.01&{\text{for }}x<0\\1&{\text{for }}x\geqslant 0\end{cases}}}                                                                               | {\displaystyle (-\infty ,\infty )}                                                      | {\displaystyle C^{0}}                                                                              | Так          | Так                   | Ні                                                 |
| Parameteric rectified linear unit (PReLU)          |        | {\displaystyle f(\alpha ,x)={\begin{cases}\alpha x&{\text{for }}x<0\\x&{\text{for }}x\geqslant 0\end{cases}}} | {\displaystyle f'(\alpha ,x)={\begin{cases}\alpha &{\text{for }}x<0\\1&{\text{for }}x\geqslant 0\end{cases}}}                                                                    | {\displaystyle (-\infty ,\infty )}                                                      | {\displaystyle C^{0}}                                                                              | Так ↔        | Так                   | Так ↔                                              |
| Randomized leaky rectified linear unit (RReLU)     |        | {\displaystyle f(\alpha ,x)={\begin{cases}\alpha x&{\text{for }}x<0\\x&{\text{for }}x\geqslant 0\end{cases}}} | {\displaystyle f'(\alpha ,x)={\begin{cases}\alpha &{\text{for }}x<0\\1&{\text{for }}x\geqslant 0\end{cases}}}                                                                    | {\displaystyle (-\infty ,\infty )}                                                      | {\displaystyle C^{0}}                                                                              | Так          | Так                   | Ні                                                 |
| Exponential linear unit (ELU)                      |        | {\displaystyle f(\alpha ,x)={\begin{cases}\alpha (e^{x}-1)&{\text{for }}x<0\\x&{\text{for }}x\geqslant 0\end{cases}}} | {\displaystyle f'(\alpha ,x)={\begin{cases}f(\alpha ,x)+\alpha &{\text{for }}x<0\\1&{\text{for }}x\geqslant 0\end{cases}}}                                                       | {\displaystyle (-\alpha ,\infty )}                                                      | {\displaystyle {\begin{cases}C_{1}&{\text{when }}\alpha =1\\C_{0}&{\text{otherwise }}\end{cases}}} | Так ↔        | Так ↔                 | Так ↔                                              |
| Scaled exponential linear unit (SELU)              |        | {\displaystyle f(\alpha ,x)=\lambda {\begin{cases}\alpha (e^{x}-1)&{\text{for }}x<0\\x&{\text{for }}x\geqslant 0\end{cases}}} з {\displaystyle \lambda =1.0507} та {\displaystyle \alpha =1.67326}                                                                    | {\displaystyle f'(\alpha ,x)=\lambda {\begin{cases}\alpha (e^{x})&{\text{for }}x<0\\1&{\text{for }}x\geqslant 0\end{cases}}}                                                     | {\displaystyle (-\lambda \alpha ,\infty )}                                              | {\displaystyle C^{0}}                                                                              | Так          | Ні                    | Ні                                                 |
| S-shaped rectified linear activation unit (SReLU)  |        | {\displaystyle f_{t_{l},a_{l},t_{r},a_{r}}(x)={\begin{cases}t_{l}+a_{l}(x-t_{l})&{\text{for }}x\leqslant t_{l}\\x&{\text{for }}t_{l}<x<t_{r}\\t_{r}+a_{r}(x-t_{r})&{\text{for }}x\geqslant t_{r}\end{cases}}} {\displaystyle t_{l},a_{l},t_{r},a_{r}} are parameters. | {\displaystyle f'_{t_{l},a_{l},t_{r},a_{r}}(x)={\begin{cases}a_{l}&{\text{for }}x\leqslant t_{l}\\1&{\text{for }}t_{l}<x<t_{r}\\a_{r}&{\text{for }}x\geqslant t_{r}\end{cases}}} | {\displaystyle (-\infty ,\infty )}                                                      | {\displaystyle C^{0}}                                                                              | Ні           | Ні                    | Ні                                                 |
| Inverse square root linear unit (ISRLU)            |        | {\displaystyle f(x)={\begin{cases}{\frac {x}{\sqrt {1+\alpha x^{2}}}}&{\text{for }}x<0\\x&{\text{for }}x\geqslant 0\end{cases}}} | {\displaystyle f'(x)={\begin{cases}\left({\frac {1}{\sqrt {1+\alpha x^{2}}}}\right)^{3}&{\text{for }}x<0\\1&{\text{for }}x\geqslant 0\end{cases}}}                               | {\displaystyle \left(-{\frac {1}{\sqrt {\alpha }}},\infty \right)}                      | {\displaystyle C^{2}}                                                                              | Так          | Так                   | Так                                                |
| Adaptive piecewise linear (APL)                    |        | {\displaystyle f(x)=\max(0,x)+\sum _{s=1}^{S}a_{i}^{s}\max(0,-x+b_{i}^{s})} | {\displaystyle f'(x)=H(x)-\sum _{s=1}^{S}a_{i}^{s}H(-x+b_{i}^{s})} | {\displaystyle (-\infty ,\infty )}                                                      | {\displaystyle C^{0}}                                                                              | Ні           | Ні                    | Ні                                                 |
| SoftPlus                                           |        | {\displaystyle f(x)=\ln(1+e^{x})} | {\displaystyle f'(x)={\frac {1}{1+e^{-x}}}} | {\displaystyle (0,\infty )}                                                             | {\displaystyle C^{\infty }}                                                                        | Так          | Так                   | Ні                                                 |
| Bent identity                                      |        | {\displaystyle f(x)={\frac {{\sqrt {x^{2}+1}}-1}{2}}+x} | {\displaystyle f'(x)={\frac {x}{2{\sqrt {x^{2}+1}}}}+1} | {\displaystyle (-\infty ,\infty )}                                                      | {\displaystyle C^{\infty }}                                                                        | Так          | Так                   | Так                                                |
| Sigmoid-weighted linear unit (SiLU) (a.k.a. Swish) |        | {\displaystyle f(x)=x\cdot \sigma (x)} | {\displaystyle f'(x)=f(x)+\sigma (x)(1-f(x))} | {\displaystyle [\approx -0.28,\infty )}                                                 | {\displaystyle C^{\infty }}                                                                        | Ні           | Ні                    | Ні                                                 |
| SoftExponential                                    |        | {\displaystyle f(\alpha ,x)={\begin{cases}-{\frac {\ln(1-\alpha (x+\alpha ))}{\alpha }}&{\text{for }}\alpha <0\\x&{\text{for }}\alpha =0\\{\frac {e^{\alpha x}-1}{\alpha }}+\alpha &{\text{for }}\alpha >0\end{cases}}}                                               | {\displaystyle f'(\alpha ,x)={\begin{cases}{\frac {1}{1-\alpha (\alpha +x)}}&{\text{for }}\alpha <0\\e^{\alpha x}&{\text{for }}\alpha \geqslant 0\end{cases}}}                   | {\displaystyle (-\infty ,\infty )}                                                      | {\displaystyle C^{\infty }}                                                                        | Так          | Так                   | Так ↔                                              |
| Синусоїда                                          |        | {\displaystyle f(x)=\sin(x)} | {\displaystyle f'(x)=\cos(x)} | {\displaystyle [-1,1]}                                                                  | {\displaystyle C^{\infty }}                                                                        | Ні           | Ні                    | Так                                                |
| Sinc                                               |        | {\displaystyle f(x)={\begin{cases}1&{\text{for }}x=0\\{\frac {\sin(x)}{x}}&{\text{for }}x\neq 0\end{cases}}} | {\displaystyle f'(x)={\begin{cases}0&{\text{for }}x=0\\{\frac {\cos(x)}{x}}-{\frac {\sin(x)}{x^{2}}}&{\text{for }}x\neq 0\end{cases}}}                                           | {\displaystyle [\approx -.217234,1]}                                                    | {\displaystyle C^{\infty }}                                                                        | Ні           | Ні                    | Ні                                                 |
| Гауссіан                                           |        | {\displaystyle f(x)=e^{-x^{2}}} | {\displaystyle f'(x)=-2xe^{-x^{2}}} | {\displaystyle (0,1]}                                                                   | {\displaystyle C^{\infty }}                                                                        | Ні           | Ні                    | Ні                                                 |

↑ Тут, H це функція Гевісайда.
↑ α є стохастичною змінною вибраною з нормального розподілу під час навчання і зафіксована як очікуване значення розподілу до часу тестування.
↑ ↑ ↑ Тут, {\displaystyle \sigma } — логістична функція.
↑  {\displaystyle \alpha >0} виконується для всього інтервалу.
Наступна таблиця містить передавальні функції від декількох змінних:
| Назва   | Рівняння                                                                                        | Похідна(ні) | Область                            | Порядок гладкості           |
| ------- | ----------------------------------------------------------------------------------------------- | --- | ---------------------------------- | --------------------------- |
| Softmax | {\displaystyle f_{i}({\vec {x}})={\frac {e^{x_{i}}}{\sum _{j=1}^{J}e^{x_{j}}}}} for i = 1, …, J | {\displaystyle {\frac {\partial f_{i}({\vec {x}})}{\partial x_{j}}}=f_{i}({\vec {x}})(\delta _{ij}-f_{j}({\vec {x}}))}                                                                                                | {\displaystyle (0,1)}              | {\displaystyle C^{\infty }} |
| Maxout  | {\displaystyle f({\vec {x}})=\max _{i}x_{i}}                                                    | {\displaystyle {\frac {\partial f}{\partial x_{j}}}={\begin{cases}1&{\text{for }}j={\underset {i}{\operatorname {argmax} }}\,x_{i}\\0&{\text{for }}j\neq {\underset {i}{\operatorname {argmax} }}\,x_{i}\end{cases}}} | {\displaystyle (-\infty ,\infty )} | {\displaystyle C^{0}}       |

↑  Тут, {\displaystyle \delta _{ij}} — символ Кронекера.